# Втрати 74-го окремого розвідувального батальйону
У статті описано деталі загибелі бійців 74-го окремого розвідувального батальйону.
| Ім'я                                            | Дата смерті          | Обставини                                   |
| ----------------------------------------------- | -------------------- | ------------------------------------------- |
| солдат Дробний Денис Євгенович                  | 5 вересня 2014 р.    | Бої за Мар'їнку                             |
| солдат Челяда Олександр Олександрович           | 26 вересня 2014 р.   | Бої за Донецький аеропорт                   |
| солдат Полянський Ілля Анатолійович             | 18 листопада 2014 р. | Бої за Донецький аеропорт                   |
| солдат Байдюк Володимир Іванович                | 21 листопада 2014 р. | Бої за Донецький аеропорт                   |
| солдат Шолодько Ігор Васильович                 | 30 листопада 2014 р. | Бої за Донецький аеропорт                   |
| солдат Живодьор Олександр Миколайович           | 14 грудня 2014 р.    | Під час несення служби в районі м. Курахове |
| солдат Касьянов Сергій Олексійович              | 15 січня 2015 р.     | Бої за Донецький аеропорт                   |
| солдат Іщенко Сергій Михайлович                 | 20 січня 2015 р.     | Бої за Донецький аеропорт                   |
| солдат Шуба Юрій Григорович                     | 17 липня 2015 р.     | Під час несення служби в районі с. Березове |
| капітан Шаповал Олександр Сергійович            | 5 серпня 2015 р.     | Бої за Мар'їнку                             |
| солдат Лянка Максим Юрійович                    | 5 серпня 2015 р.     | Бої за Мар'їнку                             |
| солдат Росторопша Віктор Вікторович             | 5 серпня 2015 р.     | Бої за Мар'їнку                             |
| майор Лобов Сергій Миколайович                  | 18 червня 2016 р.    | Бої на Світлодарській дузі                  |
| старший солдат Андрущенко Микола Анатолійович   | 18 червня 2016 р.    | Бої на Світлодарській дузі                  |
| солдат Ксенчук Андрій Сергійович                | 20 січня 2017 р.     | Бої за Широкине                             |
| старший сержант Довгаль Анатолій Олександрович  | 10 червня 2017 р.    | Бої під Маріуполем                          |
| молодший сержант Горо Сергій Петрович           | 10 червня 2017 р.    | Бої під Маріуполем                          |
| старший солдат Кавун Андрій Іванович            | 4 грудня 2017 р.     | Помер від поранень                          |
| старший сержант Колодяжний Олександр Леонідович | 11 липня 2019 р.     | Помер від поранень                          |
| сержант Гаврик Костянтин Миколайович            | 15 серпня 2019 р.    | Під час несення служби в районі с. Піски    |
| старший солдат Попко Олексій Олегович           | 15 серпня 2019 р.    | Під час несення служби в районі с. Піски    |
| майор Цимбалістий Михайло Васильович            | 14 вересня 2019 р.   | Поранений снайпером поблизу с. Павлопіль    |
| солдат Безруков Андрій Володимирович            | 26 жовтня 2019 р.    | Внаслідок онкохвороби                       |
| старший сержант Пітько В'ячеслав Павлович       | 24 серпня 2021 р.    | Помер від поранень                          |
| старший солдат Вискребець Андрій Вікторович     | 27 серпня 2021 р.    | Помер від поранень                          |
| солдат Герман Денис Сергійович                  | 11 вересня 2021 р.   | Помер від поранень                          |